# 利奥波德·冯·米尔登施泰因
利奥波德·伊茨·埃德勒·冯·米尔登施泰因（德語：Leopold Itz Edler von Mildenstein；1902年11月30日—1968年11月）是一位党卫队官员，也是1930年代纳粹党内支持錫安主義的人物。

## 生平
米尔登施泰因的家庭属于奥地利贵族中的最低等级，他自幼接受的是天主教教育。他曾接受过土木工程培训，並于1929年加入纳粹党，1932年加入党卫队，成为了首批加入党卫队的奥地利人。米尔登施泰因曾多次探访过中东以及巴勒斯坦託管地。
米尔登施泰因很早就对犹太复国主义产生了兴趣，甚至曾参加锡安主义者的会议。米尔登施泰因認為锡安主义運動可以讓猶太人離開德國。德国锡安主义者联盟命米尔登施泰因的熟人库尔特·图赫勒（Kurt Tuchler）去与纳粹党内可能支持锡安主义的人接洽。1933年8月，希特勒政府与德国锡安主义者达成了哈瓦拉协议，该计划实施后，德国犹太人便可以将资产和存款转移到巴勒斯坦；协议双方希望借此激励德国犹太人移民。
1934年5月24日，由沃尔特·伊尔格斯领导的犹太顾问们给盖世太保新任负责人萊因哈德·海德里希发去了一份备忘录，称犹太人问题的唯一解答就是让所有德国犹太人全部离开德國。顾问们建议调查所有可行的猶太人移民目的地，之后再研究运输问题。这份专家备忘录以及米尔登施泰因所强调的犹太人问题只能用犹太复国主义来解决令海德里希坚定地采纳了犹太人移民政策。
1934年9月9日至10月9日间，《进攻报》刊登了米尔登施泰因所写的一系列共12篇支持锡安主义的报告，标题为一个纳粹去巴勒斯坦，报纸还特地发行了一款纪念奖牌，一面上是卍字徽，另一面上是大衛之星。戈培尔还下令纳粹党党报《人民观察家报》刊登這些报告。
1934年8月至1936年6月，米尔登施泰因在黨衛隊保安處任職，负责犹太人事务。期間米尔登施泰因推試圖将德国犹太人全部轉移到巴勒斯坦，为落实这一政策，他与一些锡安主义组织建立了联系。党卫队官员们甚至接到指令，要允许、鼓励锡安主义者在犹太人社群内展开活动。
1935年夏，当时职衔为親衛隊下級突擊隊領袖的米尔登施泰因参加了世界犹太复国主义组织的第19届大会。
1936年，米尔登斯坦与萊因哈德·海德里希发生争执后，他被革职，调到了外交部的新闻部门。由于向巴勒斯坦运送犹太人的计划进展得不够快，米尔登施泰因失去了上级的青睐。米尔登施泰因离开黨衛隊保安處后，党卫队的政策也发生了变化，當時阿道夫·艾希曼出版了一本小册子，作者在其中警示读者，中东地区若出现强大的犹太人国家，后果很严重。
二战后，米尔登施泰因继续生活在西德，加入了自由民主党。1956年，他来到埃及，为一家广播电台工作，在阿道夫·艾希曼于1960年被抓后，米尔登施泰因自称是美国中情局情报特工，拥有豁免权，这一说法没能得到确证，但也没被否定。1964年，他出版了一本关于鸡尾酒的书，此后再无消息。